# 群光電子總部大樓
群光電子總部大樓為位於新北市三重區的摩天大樓，業主為群光電子。

## 簡介
- 該樓建築工程於2011年時通過新北市政府審核，以都市更新模式興建，配合頂崁工業區轉型再發展而做出的規劃[2]。
- 2011年6月，舉行建築工程環評前的公開說明會。[3]
- 群光總部位於乙種工業區，在二重疏洪道畔，在三重區光復路二段及頂文路所圍成的街廓內，採低建蔽率，只使用該基地的一成五左右；其他超過3000平方公尺的面積，則做為開放空間及環保綠地廣場，並捐贈給新北市政府。[4][5]
- 此工程是由利晉工程興建、三門聯合建築師事務所設計的一棟標榜環保節能的綠建築，樓高181.6米，共地上39層、地下4層[1]。
- 此建築完工後，將做為群光電子的企業總部與研發部門使用。
- 此建物緊鄰台64線及大台北都會公園旁，現為台灣第13高樓。

## 圖片集

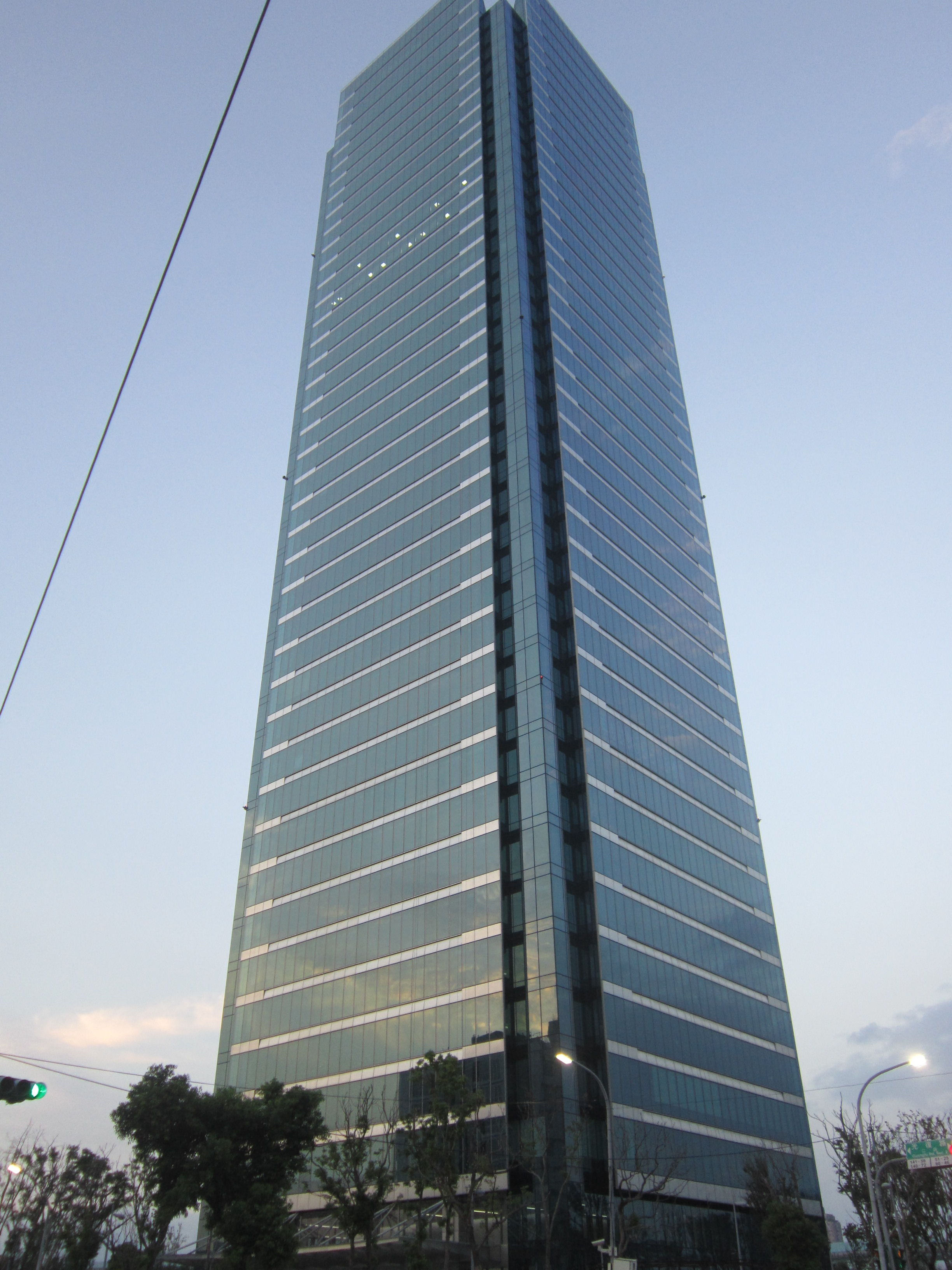
群光電子總部大樓近景
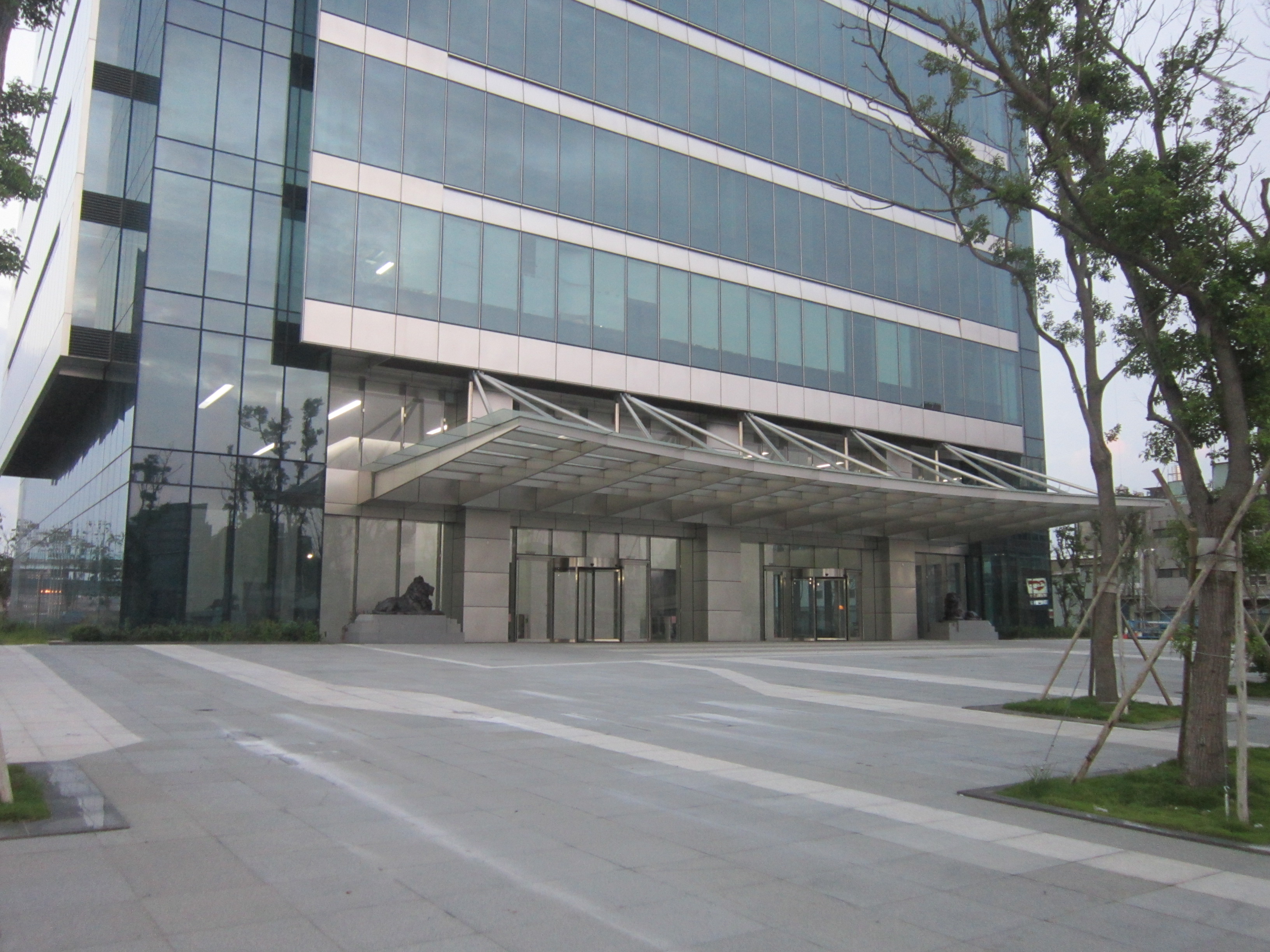
群光電子總部大樓門廳前廣場

## 周遭
- 台64線
- 大台北都會公園
- 二重疏洪道
- 重新橋